# Louis Domingue
Louis Boileau-Domingue (ur. 6 marca 1992 w Mont-Saint-Hilaire, Quebec, Kanada) – kanadyjski hokeista, gracz NHL.

## Kariera klubowa
- Lac St-Louis Lions (2007 - 2008)
- Moncton Wildcats (2008 - 2010)
- Quebec Remparts (2010 - 2.06.2011)
- Arizona Coyotes (2.06.2011 - 14.11.2017)
  -  Portland Pirates (2012 - 2015)
  -  Gwinnett Gladiators (2012 - 2015)
  -  Springfield Falcons (2015 - 2016)
- Tampa Bay Lightning (14.11.2017 - 1.11.2019)
  -  Syracuse Crunch (2017 - 2018, 2019)
- New Jersey Devils (1.11.2019 -  
  -  Binghamton Devils (2019 - 2020)

## Sukcesy
Indywidualne
- Debiutant miesiąca NHL - styczeń 2016